# کشتار عکا
کشتار عکا (انگلیسی: Massacre at Ayyadieh)، کشتاری است در طی جنگ صلیبی سوم و پس از فتح شهر عکا در سال ۱۱۹۱ که به دستور ریچارد یکم، ۲۷۰۰ نفر از نیروهای اسیر شده مسلمان به همراه زنان و کودکان، به قتل رسیدند. دلیل این کشتار را پایبند نبودن صلاح‌الدین به عهد خود با ریچارد می‌دانند.

## شرح کشتار
با تصرف عکا توسط ریچارد و بازگشت فیلیپ به سمت اروپا به دلیل برآورده نشدن خواسته‌هایش، ریچارد به تنهایی رهبری نیروهای صلیبی برعهده گرفت. وی در اولین گام، کلیساهای عکا را با کمک آدلارد ورونایی، مجدداً متبرک کرد سپس اختلافات موجود بر سر پادشاهی اورشلیم بین کنراد مونتفرات و گی لوزینیان را به نفع گی و فرزندش ایزابلا حل کرد. در ادامه ریچارد مذاکرات خود را با صلاح‌الدین آغاز کرد. قبل از آن، صلاح‌الدین رضایت خود را با معاهده صلح و تسلیم عکا اعلام کرد. در هنگامی که صلیبیون مشغول بازسازی دیوار و حصار شهر عکا بودند، صلاح‌الدین تمامی زندانیان و اسرا صلیبی را جمع‌آوری و طی نامه‌ای به ریچارد، خواهان آزادی اسرا مسلمان در عکا در مقابل آزادی اسرا مسیحی شد. در ۲ اوت ۱۱۹۱، نمایندگان ریچارد به لشکرگاه صلاح‌الدین رفتند و موافقت شاه انگلستان را با درخواست صلاح‌الدین مبنی بر آزادی اسرا در ازای دریافت پول در ۳ قسط اعلام کردند؛ و قرار بر آن شد با دریافت اولین قسط، اسرا مسلمان آزاد شوند.
در ۱۱ اوت نخستین قسط و اولین دسته از زندانیان مسیحی به سمت عکا فرستاد شد اما ریچارد با فرستادن نمایندگان خود، خواهان آزادی اسرای عالی‌رتبه مسیحی شد و اعلام کرد که تا زمانی اسرا آزاد نشوند، سربازان اسیر شده در عکا را آزاد نخواهد کرد. صلاح‌الدین پیشنهاد کرد تا به جای پرداخت غرامت و پول، بزرگان اسیر شده مسیحی را آزاد کند یا پرداخت پول را قبول کنند و اجازه ماندن بزرگان مسیحی در نزد خود را بدهند که ضامن سلامتی و آزادی سربازانش باشد. نمایندگان با هر دو درخواست و پیشنهاد صلاح‌الدین مخالفت کردند و به سمت عکا بازگشتند.
در این زمان، ریچارد درصدد ترک عکا و حرت به سمت جنوب و اورشلیم بود اما اسرا مسلمان مانعی برای حرکت بودند. وی سرانجام پس از بازگشت نمایندگانش در ۲۰ اوت، اعلام داشت که صلاح‌الدین به عهد صلح پایبند نبوده‌است بنابراین دستور قتل ۲۷۰۰ نفر اسرای مسلمان در عکا را صادر نمود. پس از آن، عده‌ای تلاش کردند تا بهانه‌ای برای این کشتار بتراشند تا نیروهای صلیبی را برای این کشتار ترغیب کنند. در روز ۲۰ اوت کشتار آغاز شد و طبق گفته منابع، علاوه بر نیروهای اسیر شده، زنان و کودکان نیز در کنار آن‌ها به قتل رسیدند و تنها تعدادی از نجبا که تحمل بردگی را داشتند، بخشیده شدند.

## کتابشناسی
- رانسیمان، استیون (۱۳۹۲). تاریخ جنگ‌های صلیبی. ج. سوم. ترجمهٔ منوچهر کاشف. تهران: انتشارات علمی و فرهنگی. شابک ۹۷۸-۹۶۴-۴۴۵-۳۱۸-۲.